# 2020年のMLBドラフト
2020年のMLBドラフト（英語: 2020 First-Year Player Draft）は、メジャーリーグベースボール (MLB)の第61回ドラフト会議で、2020年6月に行われたファースト・イヤードラフト（アマチュアドラフト）である。 

## 概要
2019年のシーズンで最下位のデトロイト・タイガースが全体1位の権利を得た。タイガースは全体1位でスペンサー・トーケルソンを指名した。この年は新型コロナウイルスの影響で各球団が財政面で大きな打撃を受けたため、ドラフト指名も従来の最大40巡目から5巡目までと大幅に削減された。また、前年のオフにサイン盗み問題が発覚したヒューストン・アストロズとボストン・レッドソックスはペナルティとして、アストロズが1巡目と2巡目の指名権、レッドソックスが2巡目の指名権をそれぞれ剥奪された。
1巡目全体11位でシカゴ・ホワイトソックスから指名されたギャレット・クロシェは、この年の9月にマイナーリーグを経ずにメジャーデビューを果たした。

## 1巡目指名
|  | = オールスター |  |            |  |
|  | = MLB未出場    |  | = 契約せず |  |

| 順位 | 選手                             | チーム                         | 守備位置 | 学校                                      |
| ---- | -------------------------------- | ------------------------------ | -------- | ----------------------------------------- |
| 1    | スペンサー・トーケルソン         | デトロイト・タイガース         | 三塁手   | アリゾナ州立大学                          |
| 2    | ヘストン・カースタッド           | ボルチモア・オリオールズ       | 外野手   | アーカンソー大学                          |
| 3    | マックス・マイヤー               | マイアミ・マーリンズ           | 投手     | ミネソタ大学ツインシティー校              |
| 4    | エイサ・レイシー                 | カンザスシティ・ロイヤルズ     | 投手     | テキサスA&M大学                           |
| 5    | オースティン・マーティン         | トロント・ブルージェイズ       | 遊撃手   | ヴァンダービルト大学 (TN)                 |
| 6    | エマーソン・ハンコック           | シアトル・マリナーズ           | 投手     | ジョージア大学                            |
| 7    | ニック・ゴンザレス               | ピッツバーグ・パイレーツ       | 遊撃手   | ニューメキシコ州立大学                    |
| 8    | ロバート・ハッセル3世            | サンディエゴ・パドレス         | 外野手   | インディペンデンス高等学校 (TN)           |
| 9    | ザック・ビーン                   | コロラド・ロッキーズ           | 外野手   | スプラスクリーク高等学校 (CL)             |
| 10   | リード・デトマース               | ロサンゼルス・エンゼルス       | 投手     | ルイビル大学 (KC)                         |
| 11   | ギャレット・クロシェ             | シカゴ・ホワイトソックス       | 投手     | テネシー大学                              |
| 12   | オースティン・ヘンドリック       | シンシナティ・レッズ           | 外野手   | 西アレゲニー高等学校 (PA)                 |
| 13   | パトリック・ベイリー             | サンフランシスコ・ジャイアンツ | 捕手     | ノースカロライナ州立大学                  |
| 14   | ジャスティン・フォスキュー       | テキサス・レンジャーズ         | 二塁手   | ミシシッピ州立大学                        |
| 15   | ミック・エイベル                 | フィラデルフィア・フィリーズ   | 投手     | ジェスイット高等学校 (OR)                 |
| 16   | エド・ハワード                   | シカゴ・カブス                 | 遊撃手   | マウント・カーメル高等学校 (IL)           |
| 17   | ニック・ヨーク                   | ボストン・レッドソックス       | 二塁手   | アーチビショップ・ミッティー高等学校 (CA) |
| 18   | ブライス・ジャービス             | アリゾナ・ダイヤモンドバックス | 投手     | デューク大学 (NC)                         |
| 19   | ピート・クロウ＝アームストロング | ニューヨーク・メッツ           | 外野手   | ハーバード＝ウェストレイク・スクール (CA) |
| 20   | ギャレット・ミッチェル           | ミルウォーキー・ブルワーズ     | 外野手   | カリフォルニア大学ロサンゼルス校          |
| 21   | ジョーダン・ウォーカー           | セントルイス・カージナルス     | 三塁手   | ディケーター高等学校 (GA)                 |
| 22   | ケイド・カバーリ                 | ワシントン・ナショナルズ       | 投手     | オクラホマ大学                            |
| 23   | カーソン・タッカー               | クリーブランド・インディアンス | 遊撃手   | マウンテン・ポイント高等学校 (AZ)         |
| 24   | ニック・ビツコ                   | タンパベイ・レイズ             | 投手     | セントラル・バックス東高等学校 (PA)       |
| 25   | ジャレッド・シュスター           | アトランタ・ブレーブス         | 投手     | ウェイクフォレスト大学 (NC)               |
| 26   | タイラー・ソーダーストロム       | オークランド・アスレチックス   | 捕手     | ターロック高等学校 (CA)                   |
| 27   | アーロン・サバト                 | ミネソタ・ツインズ             | 一塁手   | ノースカロライナ大学チャペルヒル校        |
| 28   | オースティン・ウェルズ           | ニューヨーク・ヤンキース       | 捕手     | アリゾナ大学                              |
| 29   | ボビー・ミラー                   | ロサンゼルス・ドジャース       | 投手     | ルイビル大学                              |

### 戦力均衡ラウンドA
前年のドラフトで戦力均衡ラウンドBの指名権があった8球団に指名権が与えられた。
| 順位 | 選手                       | チーム                         | 守備位置 | 学校                          |
| ---- | -------------------------- | ------------------------------ | -------- | ----------------------------- |
| 30   | ジョーダン・ウェストバーグ | ボルチモア・オリオールズ       | 遊撃手   | ミシシッピ州立大学            |
| 31   | カルメン・ムジンスキー     | ピッツバーグ・パイレーツ       | 投手     | サウスカロライナ大学          |
| 32   | ニック・ロフティン         | カンザスシティ・ロイヤルズ     | 遊撃手   | ベイラー大学 (TX)             |
| 33   | スレイド・セコーニ         | アリゾナ・ダイヤモンドバックス | 投手     | マイアミ大学 (FL)             |
| 34   | ジャスティン・ラング       | サンディエゴ・パドレス         | 投手     | リャノ高等学校 (TX)           |
| 35   | ドリュー・ロモ             | コロラド・ロッキーズ           | 捕手     | ザ・ウッドランズ高等学校 (TX) |
| 36   | タナー・バーンズ           | クリーブランド・インディアンス | 投手     | オーバーン大学 (AL)           |
| 37   | アリカ・ウィリアムズ       | タンパベイ・レイズ             | 遊撃手   | アリゾナ州立大学              |

## 2巡目指名
| 順位 | 選手                   | チーム                         | 守備位置     | 学校                                           |
| ---- | ---------------------- | ------------------------------ | ------------ | ---------------------------------------------- |
| 38   | ディロン・ディングラー | デトロイト・タイガース         | 捕手         | オハイオ州立大学                               |
| 39   | ハドソン・ハスキン     | ボルチモア・オリオールズ       | 外野手       |                                                |
| 40   | ダックス・フルトン     | マイアミ・マーリンズ           | 投手         | マスタング高等学校                             |
| 41   | Ben Hernandez          | カンザスシティ・ロイヤルズ     | 投手         |                                                |
| 42   | CJ・バン・エイク       | トロント・ブルージェイズ       | 投手         |                                                |
| 43   | ザック・デローシュ     | シアトル・マリナーズ           | 外野手       | テキサスA&M大学                                |
| 44   | ジャレッド・ジョーンズ | ピッツバーグ・パイレーツ       | 投手         | ラ・ミラダ高等学校（                           |
| 45   | オーウェン・ケイシー   | サンディエゴ・パドレス         | 外野手       | ノートルダム・カトリック・セカンダリースクール |
| 46   | クリス・マクマホン     | コロラド・ロッキーズ           | 投手         |                                                |
| 47   | ジャレッド・ケリー     | シカゴ・ホワイトソックス       | 投手         |                                                |
| 48   | クリスチャン・ロア     | シンシナティ・レッズ           | 投手         |                                                |
| 49   | ケイシー・シュミット   | サンフランシスコ・ジャイアンツ | 三塁手       | サンディエゴ州立大学                           |
| 50   | エバン・カーター       | テキサス・レンジャーズ         | 外野手       | エリザベストン高等学校                         |
| 51   | バール・キャラウェイ   | シカゴ・カブス                 | 投手         |                                                |
| 52   | J.T.ギン               | ニューヨーク・メッツ           | 投手         | ミシシッピ州立大学                             |
| 53   | フレディ・ザモラ       | ミルウォーキー・ブルワーズ     | 遊撃手       | マイアミ大学                                   |
| 54   | メイシン・ウィン       | セントルイス・カージナルス     | 遊撃手・投手 | キングウッド高等学校                           |
| 55   | コール・ヘンリー       | ワシントン・ナショナルズ       | 投手         |                                                |
| 56   | ローガン・アレン       | クリーブランド・インディアンス | 投手         | フロリダ国際大学                               |
| 57   | イアン・シーモア       | タンパベイ・レイズ             | 投手         |                                                |
| 58   | ジェフ・クリスウェル   | オークランド・アスレチックス   | 投手         |                                                |
| 59   | Alerick Soularie       | ミネソタ・ツインズ             | 外野手       |                                                |
| 60   | ランドン・ナック       | ロサンゼルス・ドジャース       | 投手         |                                                |

### 戦力均衡ラウンドB
| 順位 | 選手                 | チーム                     | 守備位置 | 学校                             |
| ---- | -------------------- | -------------------------- | -------- | -------------------------------- |
| 61   | カイル・ニコラス     | マイアミ・マーリンズ       | 投手     |                                  |
| 62   | ダニエル・カブレラ   | デトロイト・タイガース     | 外野手   | ルイジアナ州立大学               |
| 63   | ティンク・ヘンス     | セントルイス・カージナルス | 投手     | ワトソン・チャペル高等学校       |
| 64   | コナー・フィリップス | シアトル・マリナーズ       | 投手     | マクレナン・コミュニティカレッジ |
| 65   | Jackson Miller       | シンシナティ・レッズ       | 捕手     |                                  |
| 66   | クレイトン・ビーター | ロサンゼルス・ドジャース   | 投手     | テキサス工科大学                 |

### 補償ラウンド
| 順位 | 選手                 | チーム                         | 守備位置 | 学校                        |
| ---- | -------------------- | ------------------------------ | -------- | --------------------------- |
| 67   | Nick Swiney          | サンフランシスコ・ジャイアンツ | 投手     |                             |
| 68   | Jimmy Glowenke       | サンフランシスコ・ジャイアンツ | 遊撃手   |                             |
| 69   | アイザイア・グリーン | ニューヨーク・メッツ           | 外野手   | コロナ高等学校              |
| 70   | アレク・バールソン   | セントルイス・カージナルス     | 外野手   | イーストカロライナ大学 (NC) |
| 71   | Sammy Infante        | ワシントン・ナショナルズ       | 遊撃手   |                             |
| 72   | Alex Santos          | ヒューストン・アストロズ       | 投手     |                             |

## 3巡目
| 順位 | 選手                   | チーム                         | 守備位置 | 学校                             |
| ---- | ---------------------- | ------------------------------ | -------- | -------------------------------- |
| 73   | Trei Cruz              | デトロイト・タイガース         | 遊撃手   | ライス大学                       |
| 74   | Anthony Servideo       | ボルチモア・オリオールズ       | 遊撃手   |                                  |
| 75   | Zach McCambley         | マイアミ・マーリンズ           | 遊撃手   |                                  |
| 76   | Tyler Gentry           | カンザスシティ・ロイヤルズ     | 投手     | アラバマ大学                     |
| 77   | Trent Palmer           | トロント・ブルージェイズ       | 投手     |                                  |
| 78   | Kaden Polcovich        | シアトル・マリナーズ           | 二塁手   | オクラホマ州立大学               |
| 79   | Nick Garcia            | ピッツバーグ・パイレーツ       | 投手     |                                  |
| 80   | コール・ウィルコックス | サンディエゴ・パドレス         | 投手     | ジョージア大学                   |
| 81   | Sam Weatherly          | コロラド・ロッキーズ           | 投手     | クレムソン大学                   |
| 82   | David Calabrese        | ロサンゼルス・エンゼルス       | 外野手   |                                  |
| 83   | Adisyn Coffey          | シカゴ・ホワイトソックス       | 投手     |                                  |
| 84   | Bryce Bonnin           | シンシナティ・レッズ           | 投手     |                                  |
| 85   | カイル・ハリソン       | サンフランシスコ・ジャイアンツ | 投手     | デ・ラサール高等学校             |
| 86   | Tekoah Roby            | テキサス・レンジャーズ         | 投手     |                                  |
| 87   | Casey Martin           | フィラデルフィア・フィリーズ   | 遊撃手   |                                  |
| 88   | Jordan Nwogu           | シカゴ・カブス                 | 外野手   | ミシガン大学                     |
| 89   | ブレイズ・ジョーダン   | ボストン・レッドソックス       | 三塁手   | デソト中央高等学校               |
| 90   | Liam Norris            | アリゾナ・ダイヤモンドバックス | 投手     |                                  |
| 91   | Anthony Walters        | ニューヨーク・メッツ           | 遊撃手   |                                  |
| 92   | Zavier Warren          | ミルウォーキー・ブルワーズ     | 捕手     |                                  |
| 93   | Levi Prater            | セントルイス・カージナルス     | 投手     | オクラホマ大学                   |
| 94   | Holden Powell          | ワシントン・ナショナルズ       | 投手     | カリフォルニア大学ロサンゼルス校 |
| 95   | Petey Halpin           | クリーブランド・インディアンス | 外野手   |                                  |
| 96   | Hunter Barnhart        | タンパベイ・レイズ             | 投手     |                                  |
| 97   | Jesse Franklin V       | アトランタ・ブレーブス         | 外野手   |                                  |
| 98   | Michael Guldberg       | オークランド・アスレチックス   | 外野手   |                                  |
| 99   | Trevor Hauver          | ニューヨーク・ヤンキース       | 二塁手   |                                  |
| 100  | Jake Vogel             | ロサンゼルス・ドジャース       | 外野手   |                                  |
| 101  | Tyler Brown            | ヒューストン・アストロズ       | 投手     |                                  |

## 4巡目以降
| 巡目 | 順位 | 選手                     | チーム                         | 守備位置 | 学校                                              |
| ---- | ---- | ------------------------ | ------------------------------ | -------- | ------------------------------------------------- |
| 4    | 102  | ゲージ・ワークマン       | デトロイト・タイガース         | 遊撃手   | アリゾナ州立大学                                  |
| 4    | 103  | コービー・メイヨ         | ボルチモア・オリオールズ       | 三塁手   | マージョリー・ストーンマン・ダグラス高等学校 (FL) |
| 4    | 104  | ジェイク・イーダー       | マイアミ・マーリンズ           | 投手     | ヴァンダービルト大学                              |
| 4    | 106  | ニック・フラッソー       | トロント・ブルージェイズ       | 投手     | ロヨラ・メリーマウント大学                        |
| 4    | 117  | ルーク・リトル           | シカゴ・カブス                 | 投手     | サンジャッキント大学                              |
| 4    | 121  | ジョーイ・ウィーマー     | ミルウォーキー・ブルワーズ     | 外野手   | シンシナティ大学                                  |
| 4    | 126  | スペンサー・ストライダー | アトランタ・ブレーブス         | 投手     | クレムソン大学 (SC)                               |
| 5    | 132  | コルト・キース           | デトロイト・タイガース         | 三塁手   | ビロクシ高等学校 (FL)                             |
| 5    | 134  | カイル・ハート           | マイアミ・マーリンズ           | 投手     | 南カリフォルニア大学                              |
| 5    | 136  | ザック・ブリットン       | トロント・ブルージェイズ       | 捕手     | ルイビル大学                                      |
| 5    | 149  | ブランドン・ファート     | アリゾナ・ダイヤモンドバックス | 投手     | ベラーマイン大学                                  |
| 5    | 153  | ミッチェル・パーカー     | ワシントン・ナショナルズ       | 投手     | サンジャッキント大学                              |
| 5    | 156  | ブライス・エルダー       | アトランタ・ブレーブス         | 投手     | テキサス大学オースティン校                        |
| 5    | 159  | ギャビン・ストーン       | ロサンゼルス・ドジャース       | 投手     | アーカンソー中央大学                              |

### トレード
1. ↑  2020年1月9日にマシュー・リベラトーレ、エドガード・ロドリゲス、2020年の63位指名権とのトレードでセントルイス・カージナルスから当指名権とホセ・マルティネス、ランディ・アロサレーナを獲得した